# Dukuhbadag (Ketanggungan)
Dukuhbadag is een bestuurslaag in het regentschap Brebes van de provincie Midden-Java, Indonesië. Dukuhbadag telt 3522 inwoners (volkstelling 2010).